# Филип II (Бургундия)
Вижте пояснителната страница за други личности с името Филип II.
Филип II Смели (на френски: Philippe II de Valois le Hardi; * 15 януари 1342, Понтуаз, Франция; † 27 април 1404, Хале, Белгия) е херцог на Бургундия през 1363 – 1404 г.
Като херцог на Бургундия той е основател на младия Дом Бургундия като странична линия на династия Валоа.

## Произход и младост
Той е четвъртият син на френския крал Жан II Добрия от Дом Валоа и Бона Люксембургска († 11 септември 1349), втората дъщеря на Ян Люксембургски и Елишка Пршемисловна.
Прозвището „Смели“, Филип получава през 1356 г., когато 15-годишен участва в английско-френската битка при Поатие. Там той се бие рамо до рамо до баща си, докато са пленени от англичаните и заведени в Лондон. След като Франция заплаща частично откупа, кралят и Филип се връщат през 1360 г. във Франция.

## Управление

### Херцогство Бургундия. Брак
Жан II Добрият през 1363 г. му предоставя Херцогство Бургундия, чийто последен херцог Филип I умира млад през 1361 г. и няма деца от младата си съпруга Маргарета III Фландърска.
През 1369 г. Филип се жени за Маргарита III Фландърска, което му донася през 1384 г., при смъртта на баща и негов тъст граф Лудвиг II от Фландрия, неговата голяма собственост, към която от 1361 г. принадлежи и Свободното графство Бургундия.

### Регент на Франция (1380 – 1384)
През 1380 г., след смъртта на Шарл V, негов наследник става 12-годишният му син Шарл VI. За новия крал, фактически още дете, е създаден регентски съвет, в който влизат Луи I Анжуйски, Филип II Смели, херцог Жан дьо Бери и Луи II дьо Бурбон. Регентството продължава до 1388 г. и Филип заема доминираща роля в съвета: Луи I Анжуйски се бори за Неапол до своята смърт през 1384 г., а Жан се интересува най-вече от Лангедок и особено се занимава с политика, докато Луи II дьо Бурбон играе малка роля в съвета. 

### Епоха на всевластието
Епохата на всевластието (1380 – 1388) на чичовците на Шарл VI се характеризира с неограничена разгулност на личните амбиции на принцовете по кръв. Неаполитанският поход (1382 – 1384) на Луи I Валоа-Анжуйски, фландърският поход на Филип Смели, меценатството на Жан дьо Бери се плаща от кралската хазна и така огромни средства са сред пропилените за неудачна експедиция в Англия. Победата при Розебеке донася малко на френската корона. За да се платят разходите по войните, задоволяващи единствено амбициите на принцовете по кръв, рязко се повишават косвените налози и отново е въведен данък върху дима. Въстанията в Париж, Руан, Реймс са подавени с рядка жестокост. На метежните градове са наложени крупни глоби. 
През 1392 г. Филип и братята му отново се включват в управлението вместо недееспособния Шарл VI Безумни.

### Уреждане на двоен брак
Филип като близък поддръжник на Франция с всички сили се мъчи да омъжи внучката си Маргарита Бургундска за френския дофин като гаранция, че именно тя ще стане следващата кралица на Франция. Затова, след смъртта на дофина Шарл през 1401 г. в резултат на Арманяко-бургундска гражданска война, той и майката на покойния дофин кралица Изабела Баварска инициират нов съюз: през март 1403 г. в Париж е постигнато споразумение за брак на Маргарита с другия син на Изабела – новият дофин Луи; на 5 май същата година е подписан брачен договор. Двойната сватба се става на 30 август 1404 г. в Париж: братът на Маргарита Филип Добрия се жени за сестрата на дофина Мишел дьо Валоа. По-рано, през юли 1402 г., по споразумение между кралицата и херцог Филип Смели на Маргарита е призната титлата „херцогиня на Гиен“. Скоро след сватбата Филип умира.

## Личен живот
Той си води часови дневник от 1370 г. и го носи при всичките си пътувания. Освен това ходи всеки ден на църква.

- Страница от Часослов на Филип
- Страница от Часослов на Филип

## Деца
Филип II и Маргарита имат единадесет деца, от които само седем достигат зряла възраст:
- Жан Безстрашни (* 1371, † 1419), херцог на Бургундия ∞ Маргарита Баварска (1363 – 1423)
- Карл (* март 1372, † 13 юли 1373)
- Маргарета (* октомври 1374, † 8 март 1441), ∞ Вилхелм II (* 1365 † 1417), граф на Холандия
- Луи (* май 1377, † 10 януари 1378)
- Катарина (* 1378, † 1425), ∞ Леополд IV (* 1371 – 1411), херцог на Австрия
- Бона (* 1379, † 10 септември 1399)
- Мария (* август 1386, † 3 октомври 1422/1428), ∞ Амадей VIII (* 1383 † 1451), граф на Савоя
- Антон (* 1384, † 1415), херцог на Брабант и Лимбург, ∞ I: Йохана Люксембургска (* 1380/85, † 1407); ∞ II: Елизабета от Гориция (* 1390, † 1451)
- Филип (* 1389, † 1415), граф на Невер, ∞ I: Изабела дьо Куси († 1411); ∞ II: Бона д’Артоа (* 1396, † 1425)

- Маргарета III Фландърска,
съпруга
- Жан Безстрашни,
син
- Маргарета,
дъщеря
- Катарина,
дъщеря
- Мария,
дъщеря
- Антон,
 син
- Филип,
син